# Denuncia de irregularidades
La denuncia de irregularidades (conocida en inglés cómo whistleblowing) es la acción de una persona, típicamente un empleado, que revela información sobre actividades en una organización pública o privada que se considera ilegal, inmoral, ilícita, insegura, o fraudulenta. Los denunciantes (también alertadores) pueden utilizar una variedad de canales internos o externos para comunicar información o acusaciones. Más del 83 % de los denunciantes informan internamente a un supervisor, recursos humanos, cumplimiento, o un tercero neutral dentro de la empresa, con la esperanza de que la empresa aborde y corrija los problemas. Un denunciante también puede dar reconocimiento a las acusaciones por comunicar con entidades externas, como los medios de comunicación, el gobierno, o las autoridades. Algunos países legislan sobre lo que constituye una divulgación protegida y los métodos permitidos para presentar una divulgación. La denuncia de irregularidades puede ocurrir en el sector privado o en el sector público.

## Características
Los denunciantes a menudo enfrentan represalias por su divulgación, incluyendo el despido. Otras acciones también pueden considerarse represalias, como el aumento irrazonable de la carga de trabajo, la reducción de horas, la prevención de la finalización de tareas, acoso laboral o bullying. Las leyes en muchos países intentan proporcionar protección para los denunciantes y regular las actividades de denuncia. Estas leyes tienden a adoptar diferentes enfoques para la denuncia de irregularidades en el sector público y privado.
Los denunciantes no siempre logran sus objetivos; para que sus reclamos sean creíbles y exitosos, deben tener pruebas contundentes para que el gobierno o el organismo regulador pueda investigarlos y responsabilizar a las empresas corruptas y/o agencias gubernamentales. Para tener éxito, también deben persistir en sus esfuerzos durante lo que a menudo pueden ser años, frente a extensos, coordinados y prolongados esfuerzos que las instituciones pueden desplegar para silenciarlos, desacreditarlos, aislarlos y erosionar su bienestar financiero y mental.
Muchos pueden perder sus trabajos, ser víctimas de campañas para desacreditarlos y aislarlos, sufrir presiones financieras y mentales, y hasta perder la vida. Ejemplos de esto incluyen a John Barnett, quien murió el día que debía dar testimonio como denunciante contra la compañía aeroespacial Boeing, y David Kelly (experto en armas), quien fue encontrado muerto dos días después de que los Comités Selectos de Inteligencia y Seguridad y de Asuntos Exteriores del Parlamento del Reino Unido publicaran que sería llamado para hablar sobre las afirmaciones dudosas utilizadas para convencer al Parlamento del Reino Unido de votar a favor de invadir Irak.

## Protección legal para los denunciantes
La protección legal para los denunciantes varía de un país a otro y puede depender del país donde se llevó a cabo la actividad original, dónde y cómo se revelaron los secretos, y cómo eventualmente se publicaron o hicieron públicos. Más de una docena de países han adoptado leyes integrales de protección a los denunciantes que crean mecanismos para reportar irregularidades y brindan protecciones legales. Más de 50 países han adoptado protecciones más limitadas como parte de sus leyes contra la corrupción, de libertad de información o de empleo.
En Nueva Zelanda, los trabajadores están protegidos por la Ley de Divulgaciones Protegidas (Protección de Denunciantes) de 2022, que entró en vigor el 1 de julio de 2022. Esta ley reemplaza a la Ley de Divulgaciones Protegidas de 2000.
Sudáfrica adoptó protecciones legales integrales para los denunciantes con la Ley de Divulgaciones Protegidas de 2000 (PDA). La PDA fue fortalecida aún más con la aprobación de una ley de enmienda en 2017.
Varios otros países han adoptado leyes integrales para los denunciantes, incluyendo la Ley de Denunciantes (Act 720) de 2006 de Ghana. Corea del Sur, Uganda, Kenia, y Ruanda también tienen leyes sobre los denunciantes. El Tribunal Europeo de Derechos Humanos dictaminó en 2008 que la denuncia de irregularidades estaba protegida como libertad de expresión.
Nigeria estableció una política de denuncia contra la corrupción y otros males. Nigeria formuló una Política de Denuncia en 2016, pero esta aún no se ha establecido como ley. Un nuevo proyecto de ley para la Protección de Denunciantes fue aprobado por el Consejo Ejecutivo Federal (FEC) en diciembre de 2022. El nuevo proyecto de ley de protección para denunciantes fue presentado a la Asamblea Nacional para su consideración por el presidente Muhammadu Buhari en mayo de 2023. El mandato de Buhari como presidente termina el 29 de mayo de 2023.

## Métodos utilizados
Los denunciantes que pueden estar en riesgo por parte de aquellos a quienes están exponiendo ahora utilizan métodos de cifrado y software de intercambio de contenido anónimo para proteger su identidad. Tor, una red de anonimato altamente accesible, es utilizada frecuentemente por denunciantes en todo el mundo. Tor ha experimentado varias actualizaciones importantes de seguridad para proteger las identidades de los posibles denunciantes que desean filtrar información de manera anónima.
Se ha desarrollado software especializado para la denuncia como SecureDrop y GlobaLeaks basado en la tecnología Tor para incentivar y simplificar su adopción para la denuncia segura.

### Línea directa para denuncias
En el ámbito empresarial, las líneas directas para denuncias suelen implementarse para mitigar riesgos, con la intención de proporcionar un reporte seguro y anónimo para empleados o proveedores externos que de otro modo podrían temer represalias de su empleador. Por lo tanto, implementar una línea directa para denuncias corporativas a menudo se considera un paso hacia el cumplimiento y también puede destacar la postura de una organización sobre la ética. Se acepta ampliamente que implementar un servicio dedicado para denunciantes tiene un efecto positivo en la cultura organizacional.
Una línea directa para denuncias también se denomina a veces "línea directa de ética" o "línea directa 'Speak Up'" y, a menudo, es facilitada por un proveedor de servicios externalizado para alentar a los posibles informantes a presentarse.
En 2018, Harvard Business Review publicó hallazgos que respaldan la idea de que las líneas directas para denuncias son cruciales para mantener las empresas saludables, afirmando: "Más denuncias son un signo de salud, no de enfermedad".

## En la cultura popular
La denuncia de irregularidades ha sido representada en varias formas de cultura popular, reflejando su impacto y las complejas dinámicas que lo rodean.
Uno de los subargumentos de la temporada 6 del popular programa de televisión estadounidense The Office se centra en Andy Bernard, un vendedor, descubriendo que las impresoras de su empresa se incendian, su lucha para lidiar con la noticia y la respuesta de la empresa al revelarse el denunciante.
La película de 1998 Star Trek: Insurrection involucra a Picard y la tripulación del NCC-1701-E Enterprise arriesgando sus carreras en Starfleet para denunciar una conspiración de la Federación con los Son'a para reubicar por la fuerza a los Ba'ku de su planeta.
En 2014, la banda de rock/industrial Laibach lanzó una canción titulada "The Whistleblowers" en su octavo álbum de estudio, Spectre. Fue lanzado el 3 de marzo de 2014 bajo el sello de Mute Records.
En 2016, la banda de rock Thrice lanzó una canción titulada "Whistleblower" en el álbum To Be Everywhere Is to Be Nowhere. La canción está escrita desde la perspectiva de Snowden.
En julio de 2018, CBS estrenó un programa de televisión de realidad titulado Whistleblower, presentado por el abogado, exjuez y oficial de policía Alex Ferrer, que cubre demandas qui tam bajo el False Claims Act contra empresas que presuntamente han defraudado al gobierno federal.